# Tomonobu Shimizu
Tomonobu Shimizu (清水 智信, Shimizu Tomonobu) est un boxeur japonais né le 28 juin 1981 à Fukui.

## Carrière
Champion du Japon dans la catégorie poids mouches entre 2008 et 2010, il devient champion du monde des super-mouches WBA à Tokyo le 31 août 2011 en battant aux points par décision partagée Hugo Fidel Cazares.
Blessé lors de ce combat, l'entourage de Shimizu estime qu'il ne pourra remettre sa ceinture en jeu qu'en février ou mars 2012. Ce délai est jugé trop important par la WBA qui le déclare champion en repos lors de sa convention de novembre 2011 (ce qui profite au champion par intérim Tepparith Kokietgym qui devient à cette occasion champion à part entière de la fédération). Un combat est finalement organisé le 4 avril 2012 entre les deux boxeurs à Yokohama et Shimizu s'incline au 9e round.